# 潘世恩宅
潘世恩宅位于中国江苏省苏州市姑苏区临顿路钮家巷3号，原为清乾隆五十八年（1793年）状元潘世恩的宅第，2006年被列为江苏省文物保护单位。

## 历史
潘世恩宅原为清朝康熙年间河南巡抚顾汧“凤池园”的西部，嘉庆十四年（1809年）潘世恩购下并改建，前为三路六进住宅，后为园池。太平天国时期英王陈玉成曾寓居此宅，故又被称为“英王府”。现占地2600余平方米，建筑面积1700余平方米。